# Bassaricyon lasius
Bassaricyon gabbii
Espèce
Statut de conservation UICN

 LC  : Préoccupation mineure
Bassaricyon lasius, l'olingo de Harris, du nom de son découvreur, ou olingo du Rio Estrella, est une espèce d'olingo vivant en Amérique du Sud, tout du moins au Costa Rica.
L'espèce a été décrite pour la première fois en 1932 par William P. Harris Jr..
Divers autorités estiment que des espèces comme Bassaricyon lasius et Bassaricyon pauli sont des formes ou des sous-espèces de Bassaricyon gabbii.